# Granada antitanque

Diagrama de uma granada antitanque soviética RPG-43.

Uma granada antitanque é uma granada especializada usada para derrotar alvos blindados. Embora o seu alcance inerentemente curto limite a utilidade das granadas, as tropas podem estar em emboscada ou manobra sob disfarce para explorar a visibilidade externa limitada da tripulação num veículo-alvo.
As granadas foram usadas pela primeira vez contra veículos blindados durante a Primeira Guerra Mundial, mas só na Segunda Guerra Mundial é que foram produzidas granadas antitanque em forma mais eficaz. As granadas antitanque não conseguem penetrar a armadura dos tanques modernos, mas podem ainda danificar veículos mais leves.